# Septembre 1883

## Événements
- Victoire des radicaux, défenseurs de la petite paysannerie, aux élections à la Skouptichina en Serbie.

- 3 septembre : Borgnis-Desbordes, à qui on reproche les pertes humaines consécutives aux trois campagnes qu’il a menées (229 hommes dont 194 européens) et la lenteur des travaux du chemin de fer de Kayes vers Bamako (mortalité considérable des travailleurs marocains et chinois), est remplacé par le lieutenant-colonel Boylève, et les opérations militaires sont suspendues. Le 18 décembre, le Parlement refuse le vote des crédits demandés pour la poursuite des travaux et la construction de la ligne de chemin de fer est arrêtée.

- 11 septembre : Lord Cromer est nommé consul général et agent diplomatique de la Grande-Bretagne en Égypte (1883-1907). Il dispose d’une autorité presque illimitée. La présence britannique a pour effet de renforcer le sentiment national égyptien.
  - L’occupation britannique est profitable à l’économie de l’Égypte : de grands travaux d’irrigation sont entrepris (barrages d’Assiout et d’Assouan) ; la production de coton est doublée ; les finances sont assainies et la dette publique en partie amortie. Certaines mesures fiscales sont prises en faveur des fellahs.

- 18 septembre : le prince Alexandre Ier Battenberg rétablit la Constitution de 1879 en Bulgarie. Il favorise la formation d’un gouvernement national (conservateurs minoritaires et libéraux majoritaires), s’affirmant ainsi aux dépens des Russes.

- 25 septembre : fondation à Genève du groupe Emancipation du travail (avec les anciens populistes en exil Plekhanov, Axelrod, Zassoulitch), point de départ du marxisme russe. Le parti marxiste russe est formé entraînant des troubles dans le pays. Premiers cercles marxistes en Russie, vite démantelés par la police.

- 28 septembre : arrestation du socialiste polonais Ludwik Waryński, fondateur du parti Prolétariat. Ce parti révolutionnaire internationaliste se veut proche des populistes russes, en prônant notamment le recours à la lutte armée.

## Naissances
- 2 septembre : Willem Eekelers, homme politique belge († 18 mai 1954).
- 9 septembre : Omer Beaugendre, coureur cycliste français († 20 avril 1954).

## Décès
- 3 septembre : Ivan Tourgueniev, écrivain russe (° 1818).
- 27 septembre : Oswald Heer, géologue et naturaliste suisse (° 1809).